# Fauna Entomologica Scandinavica
Fauna Entomologica Scandinavica es una serie de libros científicos de manuales de identificación entomológico de insectos (terrestres y otros artrópodos) del noroeste de Europa, sobre todo Fennoscandia y Dinamarca. La serie se utiliza por un número de grupos, como los ecologistas, biólogos, y los coleccionistas de insectos. Los libros están en inglés, y publicados por la editorial académica neerlandesa Brill.

## Títulos
| Número | Título | Autor                                                                     | Página | Dato |
| ------ | --- | ------------------------------------------------------------------------- | ------ | ---- |
| 1      | El Stratiomyioidea (Diptera) de Fennoscandia y Denmark | R. Rozkosný                                                               | 140    | 1973 |
| 2      | El Sesiidae (Lepidoptera) de Fennoscandia yDenmark | M. Fibiger and N.P. Kristensen                                            | 91     | 1974 |
| 3      | El Tachydromiinae (Diptera; Empididae) de Fennoscandia y Denmark                                                                                            | Milan Chvála                                                              | 336    | 1975 |
| 4      | El Sphecidae (Hymenoptera) de Fennoscandia y Denmark | O Lomholdt                                                                | 452    | 1984 |
| 5      | El Agromyzidae (Diptera) de Fennoscandia y Denmark (Diptera) 2 volumes                                                                                      | K. Spencer                                                                | 606    | 1976 |
| 6      | El Elachistidae (Lepidoptera) de Fennoscandia y Denmark | E Traugott-Olsen and E Schmidt Nielsen                                    | 299    | 1977 |
| 7/1    | El Auchenorrhyncha (Homoptera) de Fennoscandia y Denmark, Volume 1: Introduction, infraorder Fulgoromorpha                                                  | F Ossiannilsson                                                           | 222    | 1978 |
| 7/2    | El Auchenorrhyncha (Homoptera) de Fennoscandia y Denmark, Volume 2:                                                                                         | F Ossiannilsson                                                           | 370    | 1981 |
| 7/3    | El Auchenorrhyncha (Homoptera) de Fennoscandia y Denmark, Volume 3: Family Cicadellidae: Deltocephalinae.                                                   | F Ossiannilsson                                                           | 384    | 1983 |
| 8      | El Formicidae (Hymenoptera) de Fennoscandia y Denmark | C.A. Collingwood                                                          | 174    | 1979 |
| 9      | El Aphidoidea (Hemiptera) de Fennoscandia y Denmark 1 - Families Mindaridae, Hormaphididae, Thelaxidae, Anoeciidae, and Pemphigidae.                        | Ole E. Heie                                                               | 236    | 1980 |
| 10     | El Buprestidae (Coleoptera) de Fennoscandia y Denmark | S. Bilý                                                                   | 110    | 1982 |
| 11     | El Aphidoidea (Hemiptera) de Fennoscandia y Denmark 2 - Drepanosiphidae                                                                                     | Ole E. Heie                                                               | 176    | 1982 |
| 12     | El Empidoidea (Diptera) de Fennoscandia y Denmark, Part 2:: General Part; Families Hybotidae, Atelestidae y Microphoridae.                                  | Milan Chvála                                                              | 279    | 1983 |
| 13     | El Scythrididae (Lepidoptera) del Norte de Europa | Bengt Å Bengtsson                                                         | 137    | 1984 |
| 14     | El Sciomyzidae (Diptera) de Fennoscandia y Denmark. Fauna Entomologica Scandinavica                                                                         | R. Rozkosný                                                               | 224    | 1984 |
| 15/1   | El Carabidae (Coleoptera), pt 1, con apéndice de Rhysodidae                                                                                                 | C. Lindroth                                                               | 226    | 1986 |
| 15/2   | Carabidae (Coleoptera), pt 2, con apéndice de Rhysodidae | C. Lindroth                                                               | 274    | 1986 |
| 16     | El Saltatoria del Norte de Europa | Knud Th. Holst                                                            | 127    | 1986 |
| 17     | Aphidoidea (Hemiptera) de Fennoscandia y Denmark Volume 3. Family Aphididae: Subfamily Pterocommatinae and Tribe Aphidini of Subfamily Aphidinae            | Ole E. Heie                                                               | 314    | 1986 |
| 18     | Hydrophiloidea (Coleoptera) de Fennoscandia y Denmark | M. Hansen                                                                 | 254    | 1987 |
| 19     | Sarcophagidae (Diptera) de Fennoscandia y Denmark | Thomas Pape                                                               | 203    | 1987 |
| 20     | Los acuáticos Adephaga (Coleoptera) de Fennoscandia y Denmark, Volume I. Gyrinidae, Haliplidae, Hygrobiidae y Noteridae.                                    | Mogens Holmen                                                             | 168    | 1987 |
| 21     | Stoneflies (Plecoptera) de Fennoscandia y Denmark | A. Lillehammer                                                            | 165    | 1988 |
| 22     | Longhorn Beetles (Coleoptera, Cerambycidae) de Fennoscandia y Denmark                                                                                       | S. Bílý and O. Mehl                                                       | 203    | 1989 |
| 23     | Nepticulidae y Opostegidae (Lepidoptera) del norte y oeste de Europa ,2 pts                                                                                 | Johansson                                                                 | 740    | 1991 |
| 24     | (Diptera, Calliphoridae) de Fennoscandia y Denmark | Knut Rognes                                                               | 272    | 1991 |
| 25     | Aphidoidea (Hemiptera) de Fennoscandia y Denmark, Volume 4. Family Aphididae: Part 1 de la Tribu Macrosiphini Subfamilia Aphidinae.                         | Ole E. Heie                                                               | 189    | 1992 |
| 26     | Psylloidea (Homoptera) de Fennoscandia y Denmark | F. Ossiannilsson                                                          | 347    | 1992 |
| 27     | Carabidae (Coleoptera) Larvae de Fennoscandia y Denmark | Martin L. Luff                                                            | 188    | 1993 |
| 28     | Aphidoidea (Hemiptera) de Fennoscandia y Denmark, Volume 5. Familia Aphididae: Part 2 of Tribu Macrosiphini de la Subfamilia Aphidinae.                     | Ole E. Heie                                                               | 268    | 1994 |
| 29     | Empididae (Diptera) de Fennoscandia y Denmark, Part III | Milan Chvála                                                              | 192    | 1994 |
| 30     | Dryinidae y Embolemidae (Hymenoptera: Chrysidoidea) de Fennoscandia y Denmark                                                                               | M. Olmi                                                                   | 100    | 1994 |
| 31     | Aphidoidea (Hemiptera) de Fennoscandia y Denmark, Volume 6. Family Aphididae: Part 3 of Tribu Macrosiphini de la Subfamilia Aphidinae, y familia Lachnidae. | Ole E. Heie                                                               | 222    | 1995 |
| 32     | Adephaga (Coleoptera) de Fennoscandia y Denmark, Volume II. Dytiscidea                                                                                      | Anders N. Nilsson and Mogens Holmen                                       | 192    | 1995 |
| 33     | Siphonini (Diptera: Tachinidae) de Europa | Stig Andersen                                                             | 148    | 1997 |
| 34     | Brentidae (Coleoptera) del norte de Europa | H. Goenget                                                                | CD Rom | 1997 |
| 35     | Collembola de Fennoscandia y Denmark, Part I: Poduromorpha                                                                                                  | Arne Fjellberg                                                            | 184    | 1998 |
| 36     | Opetiidae y Platypezidae) de Europa | Peter J. Chandler                                                         | 278    | 2001 |
| 37     | Sepsidae (Diptera) de Europa | Adrian C. Pont and Rudolf Meier                                           | 198    | 2002 |
| 38     | Nemonychidae, Anthribidae y Attelabidae (Coleoptera) del norte de Europa                                                                                    | Hans Gønget                                                               | 132    | 2003 |
| 39     | Drosophilidae (Diptera) de Fennoscandia y Denmark | Gerhard Bächli, Carlos R. Vilela, Stefan Andersson Escher and Anssi Saura | 362    | 2005 |
| 40     | Empidoidea (Diptera) de Fennoscandia y Denmark, Part IV: Genus Hilara                                                                                       | Milan Chvála                                                              | 234    | 2005 |
| 41     | The Fleas (Siphonaptera) de Fennoscandia y Denmark | Gunvor Brinck-Lindroth and F.G.A.M. Smit                                  | 185    | 2007 |
| 42     | Collembola de Fennoscandia y Denmark, Part II: Entomobryomorpha y Symphypleona                                                                              | Arne Fjellberg                                                            | 184    | 2007 |